# Comunicação organizacional
Comunicação organizacional é o tipo ou processo de comunicação que acontece no contexto de uma organização, seja esta pública ou privada. Fazem parte da Comunicação Organizacional o conhecimento e o estudo dos grupos de interesse de uma instituição (públicos), o planejamento de práticas de comunicação nos âmbitos interno (comunicação interna) e externo (comunicação externa), aí compreendidos a escolha e os usos de médias empregadas, sua implementação e sua contínua avaliação. 
Atualmente os estudos sobre a comunicação organizacional se ampliam e tendem a levar cada vez mais em conta aspectos político-económicos das instituições, sua inserção em contextos micro e macros sociais, a existência de novas tecnologias de comunicação e as novas configurações das relações com os públicos. Diversas disciplinas contribuem para tais estudos, como a Antropologia (cultura organizacional), a Sociologia (revisão dos conceitos de público, estudos das redes sociais e teorias das ações coletivas), a Filosofia (ética, estudo dos conceitos e das lógicas dos discursos e práticas institucionais) e a Administração (estudos das organizações, gestão estratégica). 
A comunicação organizacional normalmente é uma área de atuação do profissional de relações públicas, contando também com a presença de jornalistas (jornalismo institucional ou corporativo) e publicitários. A partir da criação de cursos de graduação voltados exclusivamente à comunicação organizacional, surge no mercado a figura de um profissional capacitado para desempenhar funções específicas da área.
Segundo a filosofia de Kunsch, a comunicação organizacional é formada por alguns tipos de comunicação que incorpora uma organização, os quais são: comunicação administrativa, comunicação interna, comunicação institucional e comunicação mercadológica.
Comunicação institucional privada
Tem o objetivo de elaborar uma boa imagem da empresa diante dos investidores, clientes, o mercado e a sociedade. Utiliza através de ferramentas de estratégia das relações públicas a criação de uma imagem e identidade na organização. 
Comunicação mercadológica
Tem como propósito melhorar a imagem dos produtos ou serviços da empresa. As principais ferramentas utilizadas nesse processo são o Marketing e venda: SAC, vendas diretas e indiretas, publicidade, promoções de venda, etc.
Comunicação administrativa
Esse tipo de comunicação tem como finalidade repassar os dados obtidos na esfera administrativa para os demais setores, os quais precisam de tais dados para desenvolvimento e análise do processo.
Kunsch interpreta a comunicação administrativa da seguinte forma:
“Administrar uma organização consiste em planejar, coordenar, dirigir e controlar seus recursos de maneira que se obtenham alta produtividade, baixo custo e maior lucro ou resultados, por meio da aplicação de um conjunto de métodos e técnicas. Isso pressupõe um contínuo processo de comunicação para alcançar tais objetivos. E o que organiza o fluxo de informações, que permitirão à organização sobreviver, progredir e manter-se dentro da concepção de sistema aberto.” (KUNSCH, Planejamento de Relações Públicas na Comunicação Integrada, 2003, p. 152).
Comunicação interna
Trata-se de âmbito planeja, onde busca possibilitar a relação entre colaboradores e organização. O 'endomarketing' é um dos processos que pode ser usado para isso, mas não é o único e, aliás há autores que são muito severos quanto ao emprego do termo, como Azambuja (2009). Para ele o marketing é administração e está voltado para o produto ou serviço. Enquanto que as pessoas e suas regras de comportamento são responsabilidade da comunicação. E para esse autor  endomarketing, terminologia criada para designar o marketing voltado ao ambiente interno, adotado para a comunicação interna é um “paradoxo conceitual”: "A palavra sugere a prática de um marketing voltado para dentro das organizações [...] (o prefixo endo, do grego éndon, tem, tanto na língua portuguesa quanto na inglesa, a qual cunhou o termo endomarketing, o mesmo sentido: movimento para dentro). Nesse ponto colide com a principal teorização do próprio marketing. E, o que é o pior, centra-se apenas nos seus aspectos que remetem à comunicação, em uma clara intenção de colocar ao alcance de administradores as funções de trabalhar os processos intraorganizacionais." (AZAMBUJA, 2009, p.184).
Assim o endomarketing poderia ser adotado lançando-se um produto primeiro para o público interno, mas não seria suficiente porque ele percebe os funcionários como clientes internos. A comunicação interna pressupõe considerar o indivíduo como pessoa estabelecendo canais de troca de informação e de diálogo em que se possa realmente trocar e participar, conforme apontam autores como o próprio Azambuja, Marchiori,  Antonio Fausto Neto, Maria Aparecida Ferrari, Sidinéia Gomes de Freitas, entre outros.
A Universidade de Brasília, a partir do ano de 2010, implementou o primeiro curso de graduação em comunicação organizacional do país, avaliado pelo Ministério da Educação (Brasil) com nota máxima (5). A curso é vinculado à sua Faculdade de Comunicação, sem nenhuma relação de subordinação com a especialização em Relações Públicas, sendo uma nova formação, independente daquela (relações públicas).
Em 2014, a Universidade Tecnológica Federal do Paraná começa também a oferecer o curso de comunicação organizacional.
Existem diversas denominações para os públicos estratégicos, dentre as quais destaca-se a defendida por Donaldson e Lorsch (1983 apud HITT, 2003, p. 28) que os classificam em três grandes grupos:  
- stakeholders[9] no mercado de capitais - acionistas e principais fontes de capital;
- stakeholders no mercado do produto - clientes primários, fornecedores, comunidades anfitriãs e sindicatos;e
- stakeholders no setor organizacional - empregados, gerentes e não gerentes.

A comunicação organizacional no ponto de vista da abrangência, pode ser intraorganizacional ou extra-organizacional. 
A comunicação intraorganizacional é o sistema de comunicação a nível interno da organização, ou seja, é a comunicação que acontece dentro da organização. 
A comunicação intraorganizacional por sua vez, também pode ser formal ou informal: 
- Comunicação formal é a comunicação endereçada através dos canais de comunicação existentes no organograma da empresa; é derivada da alta administração. A mensagem é transmitida e recebida dentro dos canais formalmente estabelecidos pela empresa na sua estrutura organizacional. É basicamente a comunicação veiculada pela estrutura formal da empresa, sendo quase toda feita por escrito e devidamente documentada através de correspondências ou formulários.
- Já a comunicação informal, é aquela desenvolvida espontaneamente através da estrutura informal e fora dos canais de comunicação estabelecidos pelo organograma, "sendo todo tipo de relação social entre os colaboradores. É a forma dos funcionários obterem mais informações, através dos conhecidos 'fofocas e rumores ou especulações.

A comunicação extra-organizacional é comunicação que acontece entre duas ou mais organizações. (ADÃO A. GABRIEL)
Vantagens e desvantagens da comunicação formal
As vantagens de uma comunicação formal dentro da comunicação organizacional é que  ela é estabelecida através de  um diálogo dentro da empresa com o seu público interno e externo. Além disso, os processos da empresa são pré-definidos e padronizados, gerando confiança aos discursos gerenciais e manipulando o comportamento dos colaboradores da empresa .
As desvantagens de uma comunicação formal dentro da comunicação organizacional são ocorridas através da burocratização, do excesso de formalidade da informação dentro do departamento da organização, do pouco trabalho e interação entre as equipes. Diante disso tudo é possível identificar falhas na comunicação através das dificuldades em transmitir as mensagens para os diferentes níveis de funcionário, o que acaba gerando conflito. 
Vantagens e desvantagens da comunicação informal
As vantagens de uma comunicação informal dentro da comunicação organizacional provêm da agilidade na transmissão das informações, da motivação e interação das pessoas da organização,  da redução da sobrecarga de comunicações dos gestores.
As desvantagens de uma comunicação informal dentro da comunicação organizacional são dificultadas com a geração de rumores e fofocas dentro da organização. Com isso as consequências serão os atritos entre as pessoas provocando desconhecimento da realidade organizacional pelos gestores, o que dificulta no controle e equilíbrio  do clima organizacional. 
Tanto a comunicação formal quando a informal são úteis dentro de uma organização. Elas ajudam atingir objetivos específicos, contribuindo no aumento da socialização entre os colaboradores.